# 타니가와산

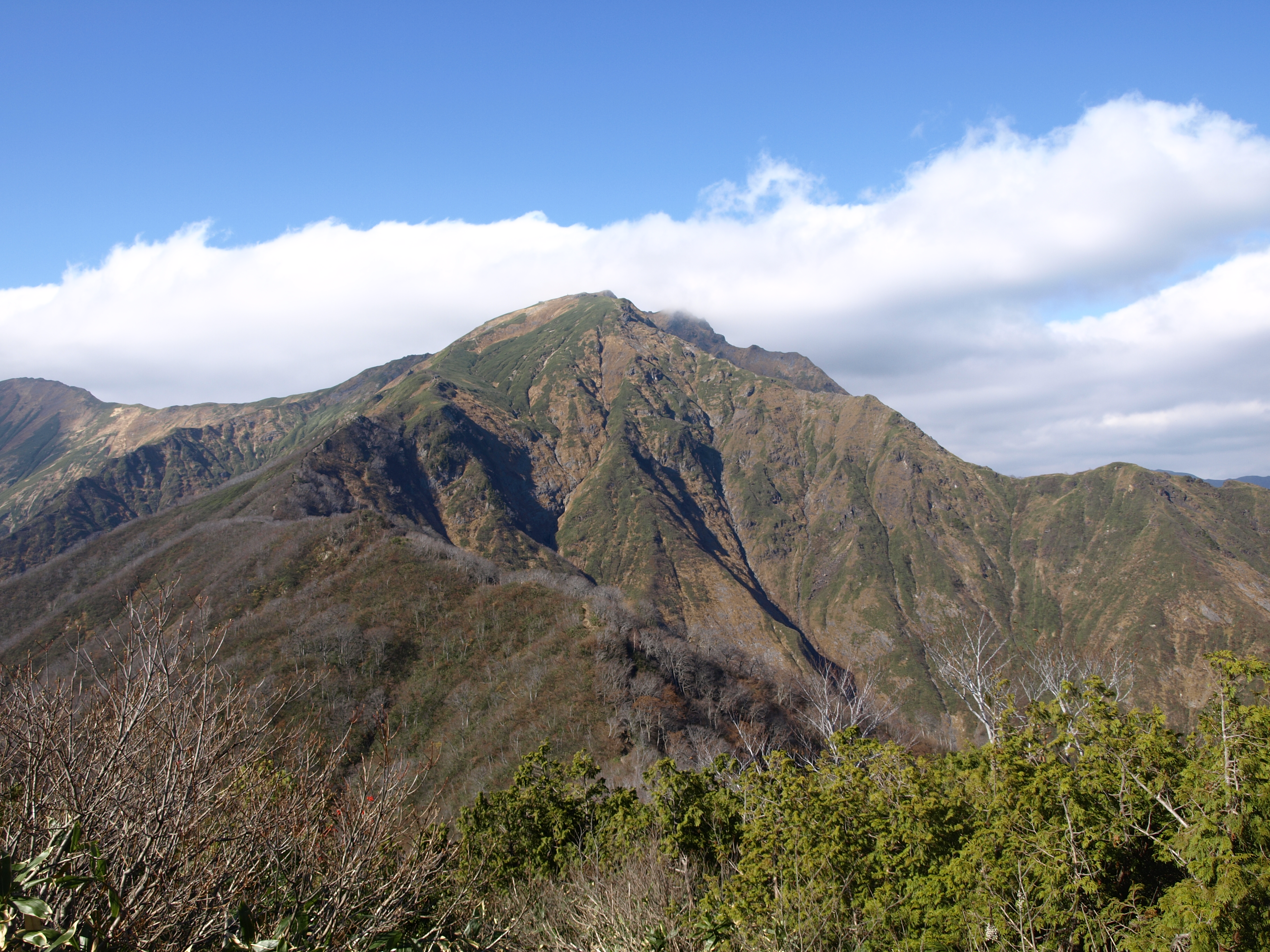
타니가와산

타니가와산(谷川岳)은 군마현 도네군 미나카미정과 니가타현 미나미우오누마군 유자와정의 경계(일명 조에쓰 국경)에 위치한 산이다. 산 정상부는 토마노미미(トマの耳)(해발 1,963m)와 오키노미미(オキの耳)(해발 1,977m)의 두 봉우리로 나뉘어 있는 쌍봉형 산이다. 일본 백명산, 신 일본 백명산, 군마 백명산, 에치고 백명산, 니가타 100명산, 간토 백명산, 고신에쓰 백명산, 신 일본 여행지 100선 중 하나로 선정되었다.
타니가와산은 군마현 북쪽, 니가타현 남쪽의 조신에쓰 고원 국립공원과 미쿠니산맥에 위치하며, 넓은 의미에서 에치고산맥에 포함되기도 한다. 주변의 센노쿠라마산(仙ノ倉山), 만타로산(万太郎山), 이치노쿠라다케(一ノ倉岳), 모쿠라다케(茂倉岳) 등을 아우르는 산악 지대를 타니가와 연봉(谷川連峰) 또는 국경 능선(国境稜線)이라고 부르기도 한다. 등산 가이드에서는 이 주변 산들을 타니가와산과 하나의 연계된 산악 체계로 다루는 경우도 있다. 미나카미 유네스코 생물권보전지역에 포함되어 있으며, 타니가와산의 능선은 동해측의 시나노강 수계와 태평양 측의 도네강 수계를 나누는 중앙 분수계이며, 군마현 경계 능선 트레일 코스의 일부이기도 하다.

## 명칭의 유래와 역사

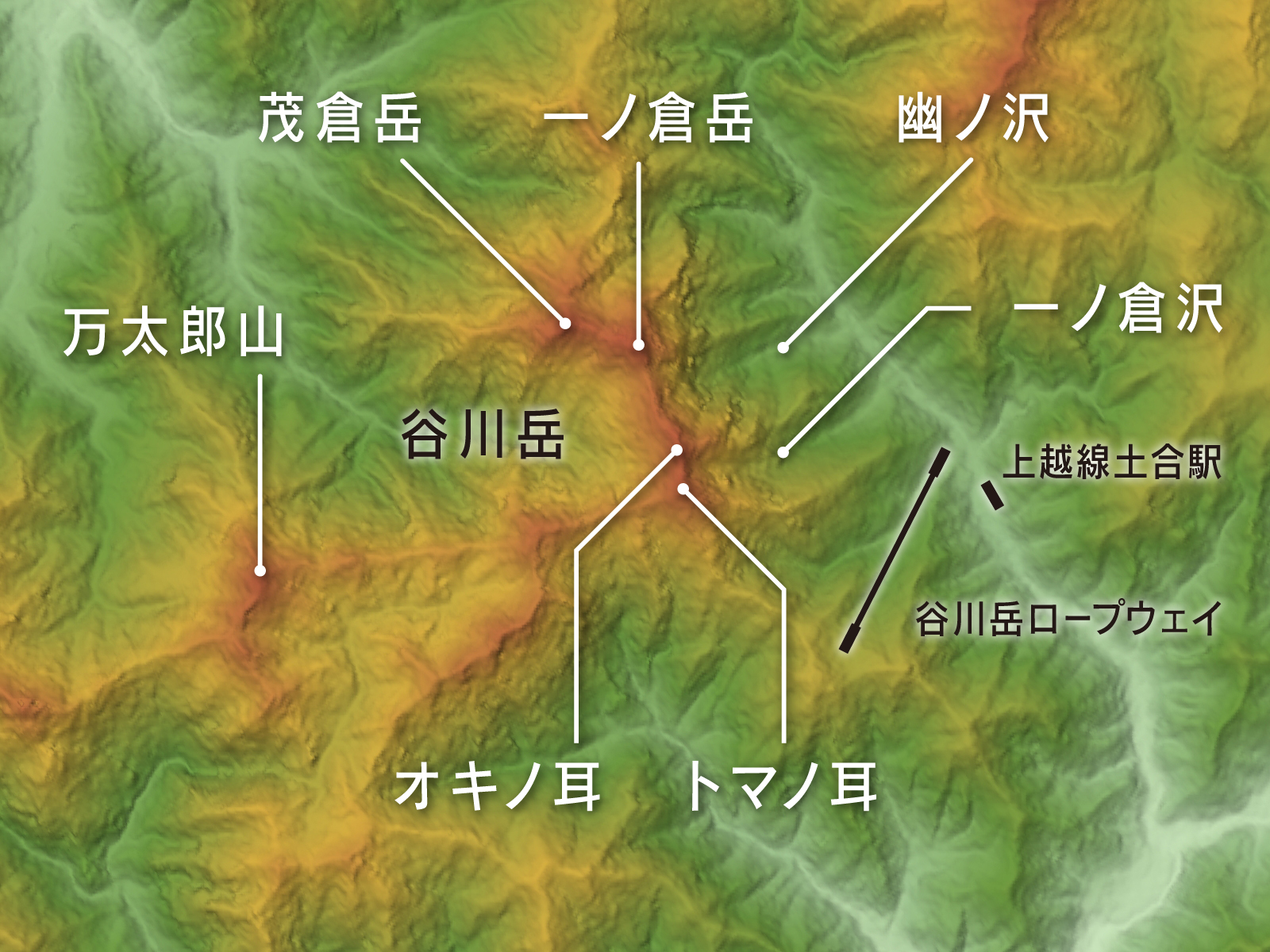
타니가와산의 지형도.

원래 이 산은 남쪽의 도네군과 누마타시에서 바라본 모습으로 인해 두 봉우리를 뜻하는 '두 개의 귀(二つ耳, 후타츠미미)'로 불렸다. 두 봉우리 중 토마노미미는 약사여래를 모신 약사산(薬師岳), 오키노미미는 후지아사마 신사(浅間神社)의 오쿠노인(奥の院)이 위치해 타니가와 후지(谷川富士) 또는 아사마산(浅間岳)으로도 불렸다.
"타니가와산"이라는 명칭은 원래 타니가와촌(현재 미나카미정 타니가와 지구)을 흐르는 타니가와의 발원지인 현재의 마나이타구라(俎嵓)를 가리키는 이름이었다. 그러나 메이지 시대 육지측량부의 1대 5만 지형도 제작 당시 약사산(薬師岳)에 "타니가와산"이라는 이름이 붙여지면서 혼용되기 시작했다. 당시 산악인인 기쿠레 리타로(木暮理太郎)와 다케다 히사요시(武田久吉) 등이 올바른 명칭을 사용할 것을 촉구했으나, 지형도 표기가 보편화되면서 토마노미미와 오키노미미 두 봉우리가 타니가와산으로 불리게 되었다.
메이지 시대의 지형도 제작 당시 토마노미미에는 삼각점이 설치되었으나, 현재는 없어지고 기초 석재만 남아 있다. 한편, "타니가와 후지"라는 이름은 이치노쿠라다케에 사용되었으며, 태평양 전쟁 이후까지 두 명칭이 함께 사용되었다. 그러나 1961년(쇼와 36년) 이후부터는 "이치노쿠라다케"로 통일되었다. 타니가와산의 최고점은 오키노미미이지만, 이름의 역사로 인해 토마노미미가 주봉으로 취급되는 경우가 많다. "토마(トマ)"는 "입구" 또는 "앞쪽"을, "오키(オキ)"는 "멀리" 또는 "안쪽"을 의미한다. 니가타 측에서는 메이지 시대까지 단순히 "후지산(富士山)"으로 불렸다.

## 등산과 레저
타니가와산은 초보자부터 상급자까지 다양한 난이도의 등산 코스를 갖추고 있어, 매년 4만 명 이상의 등산객이 찾는 인기 있는 산이다. 특히, 조에쓰선 도아이역에서 접근성이 좋아 등산로 입구까지 걸리는 시간이 길지 않으며, 다양한 루트가 개척되어 있다. 그러나 위험한 구간이 많고 날씨 변화가 급격해 조난 사고가 빈번히 발생하는 산으로도 유명하다.

### 암벽 등반과 스키

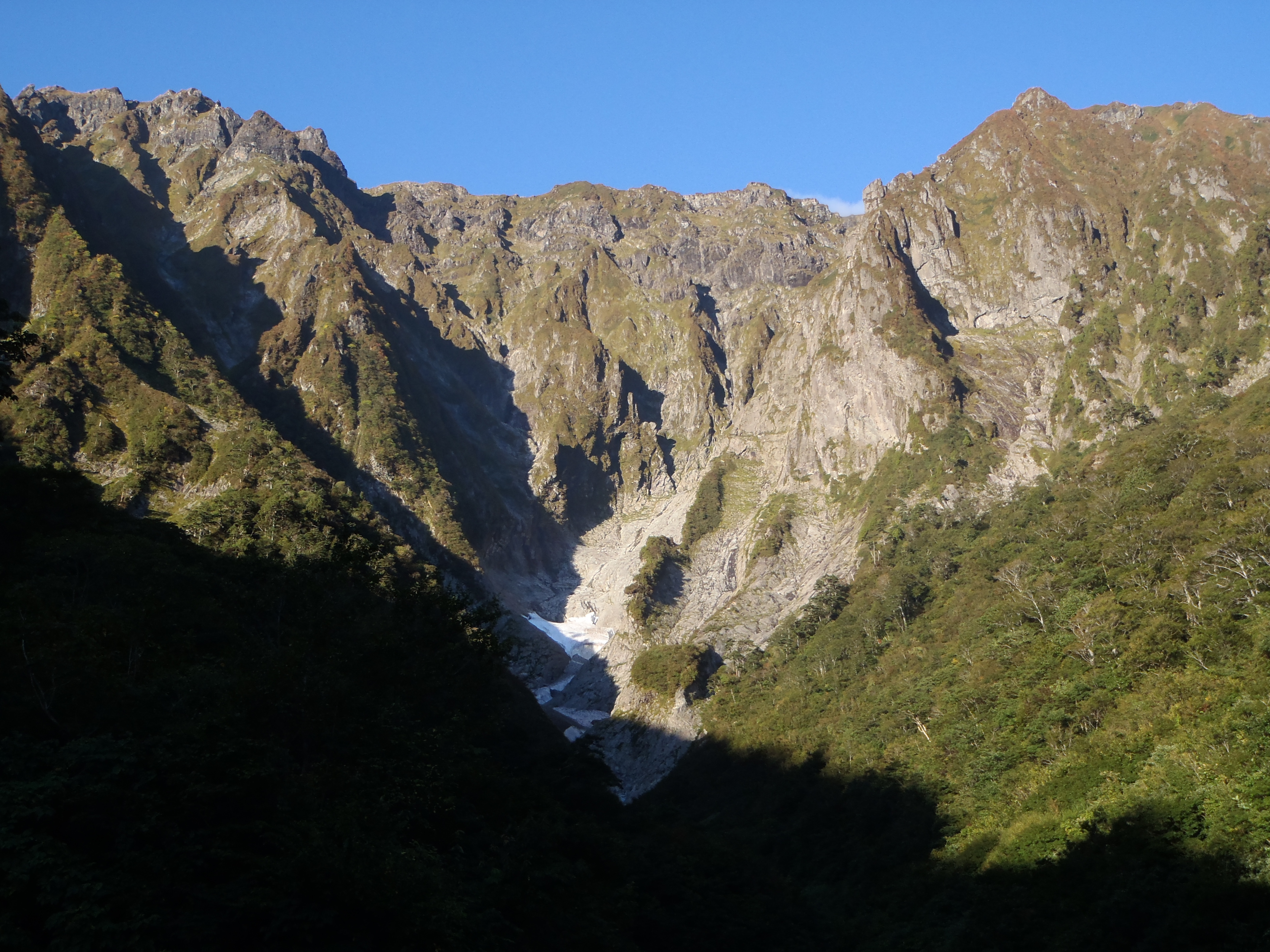
이치노쿠라사와 암벽지대

이치노쿠라사와(一ノ倉沢)를 비롯한 타니가와산의 암벽 지대는 그 험준함으로 인해 일본의 3대 암벽 지대(다테야마산의 쓰루기다케와 호타카다케 포함) 중 하나로 꼽힌다. 이곳은 로프를 사용하는 암벽 등반이 활발한 지역으로, 클라이머들에게도 유명하다. 타니가와산 기슭은 스키 명소로도 잘 알려져 있으며, 타니가와산 텐진다이라 스키장과 화이트 밸리 스키장이 위치해 있다.

### 타니가와산 로프웨이
1960년 12월에 개통된 타니가와산 로프웨이는 동쪽 기슭에서 산 능선 부근의 텐진다이라(天神尾根)까지 연결된다. 이 로프웨이는 겨울철에 스키어와 등산객 모두가 이용하며, 텐진다이라를 향해 같은 곤돌라를 타고 오르는 모습도 흔히 볼 수 있다. 산 능선에 위치한 텐진다이라역 부근에는 쉴 수 있는 공간이 있어 간단한 식사를 제공하며, 등산객과 스키어들의 휴식 공간으로 활용된다.

## 신앙
타니가와 후지 아사마 신사(谷川富士浅間神社)는 군마현 미나카미정 타니가와 지역에 위치한 신사로, 전설에 따르면 1380년에 건립되었다. 주신(主神)은 코노하나사쿠야히메노미코토(木花咲弥姫命)이다. 중궁(中宮)의 사당은 1658년 혹은 1663년에 사나다 이가노카미(真田伊賀守)가 누마타 총진수(沼田総鎮守)로서 조영하였다.
오쿠노인(奥の院)은 오키노미미(オキノ耳) 북쪽에 위치하며, 산중 동굴에서 발견된 에이로쿠 8년(1565년)의 명문을 가진 거울 형태의 걸이 불상(御神体)이 안치되어 있었다. 이 거울은 이후 문화재로 지정되면서 미나카미 역사 민속 자료관으로 옮겨졌다가 현재는 신사 총대에 의해 보관되고 있다. 매년 4월 29일에 열리는 봄 축제에서는 봉납 무용인 다이다이카구라(太太神楽)가 공연되는데, 이 춤은 사나다 노부유키가 게이초 6년(1601년)에 에이로쿠전(永楽銭) 300관문을 기부하면서 시작된 것으로 전해진다.
오쿠노인에는 원래 안세이 7년(1860년)에 제작된 철판 지붕의 사당이 있었으나, 강풍으로 인해 여러 차례 계곡으로 떨어지는 일이 발생했다. 이에 따라 다이쇼 시대에 돌로 만든 사당으로 대체되었다. 또한 만엔 원년(1860년)에 아사마 신사가 정일위 아사마 대신(正一位浅間大神)의 신위를 부여받았을 때, 이를 기념하며 누마타 성주 도키 요리유키(土岐頼之)에 의해 여자는 오를 수 없다는 규제가 해제되어 많은 참배객이 몰렸다. 보토노사와(保登野沢)를 따라 조성된 하산 전용 코스는 이 시기에 혼잡을 피하기 위해 만들어졌다.
과거에는 중궁에서 능선을 따라 텐진 고개(天神峠)로 올라가는 길이 있었으나, 도아이역에서 오르는 등산객이 많아지면서 길이 거의 폐허가 되었었다. 근래에 오쿠노인 고도(奥之院古道)로 재정비되었다.
타니가와산은 본래 신앙의 대상으로, 주로 수험자(修験者, 야마부시)와 지역 주민들이 등산하였다. 산 동쪽 기슭을 흐르는 유히소가와강(湯檜曽川)을 따라 고도가 있었으나, 에도 시대에는 구치토메 반쇼(口留番所)에 의해 통행이 금지되었다. 메이지 시대에 새로운 길이 개설되어 국도로 지정되었으나, 니가타현 측에서 발생한 산사태, 눈사태, 도로 침하 등으로 인해 약 2년 만에 통행이 불가능해졌다. 1876년(메이지 9년), 육운회사 누마타 분사(陸運会社沼田分社)는 이치노쿠라사와(一ノ倉沢) 출입구, 타케노사와(武能沢) 출입구, 시라카바 능선(白樺尾根)에 휴식소를 설치했으나, 이후 폐지되었다. 1932년(쇼와 7년)경에는 철도성이  송전선로 건설을 진행한 바 있다.

## 등산 및 행사
근대에 기록된 타니가와산의 첫 등정은 메이지 시대 육지측량부 측량대의 등정을 거쳐, 1920년(다이쇼 9년) 7월 2일 일본산악회의 후지시마 도시오(藤島敏男)와 모리 다카시(森喬)가 츠치타루촌(土樽村)의 가이드인 켄모치 마사요시(剣持政吉)의 안내로 야바 능선(矢場尾根)을 통해 모쿠라다케와 이치노쿠라다케를 거쳐 정상에 오른 것이 처음으로 여겨진다. 이후 이들은 텐진 능선을 따라 타니가와 온천으로 하산했다. 이를 기념하여 2011년부터 매년 7월 2일을 "타니가와산의 날"로 지정하였다. 이 기념일은 2010년이 후지시마 일행의 등정 90주년이었으며, 2011년이 조에쓰선 개통 80주년이 되는 해였던 점, 그리고 군마 데스티네이션 캠페인 개최 시기와 맞물려 제정되었다.
군마현 측의 산 개방식은 1938년(쇼와 13년) 7월 1일에 첫 행사를 개최한 이후, 매년 7월 첫째 주 일요일에 "안전 등산의 날"로 진행된다. 이날에는 타니가와산 로프웨이의 베이스 플라자 혹은 타니가와산 등산 지도 센터에서 안전 기원제가 열리며, 2011년 기념일 제정 이후 JR 동일본에 의해 임시 야간 열차인 "타니가와산 산 개방호"가 운행되고, 로프웨이도 조기 영업을 실시하는 등 다양한 이벤트가 열린다. 타니가와산의 날과 산 개방일이 속한 주간은 "타니가와산 주간(谷川岳ウィーク)"으로 불린다. 2016년(헤이세이 28년) "산의 날"이 제정된 이후에는 "산의 날 타니가와산호"가 운행되기도 했다.
고구레 리타로(木暮理太郎)는 시미즈 고개(清水峠)를 넘어갈 때 본 절벽의 풍경을 가리켜 "훌륭한 적갈색 바위 절벽"이라 묘사했다. 오시마 료키치(大島亮吉)는 전해 가을 무네토산(武尊山) 정상에서 본 타니가와산의 암벽에 매료되어, 1927년(쇼와 2년) 3월 22일 오가 도세이(大賀道昺)와 함께 타니가와 온천에서 스키로 겨울철 등정을 시도하였으며, 같은 해 5월 28일에는 시바쿠라사와(芝倉沢, 동반자는 사이토 나가쥬로斎藤長寿郎), 7월 16일에는 마치가사와(マチガ沢, 원문에서는 이오노사와イヲノ沢, 동반자는 오가 도세이와 사카이 에이酒井英)를 완등하고, 전후 일정으로 이치노쿠라사와(원문에서는 마치가사와)와 유노사와(幽ノ沢, 원문에서는 이치노쿠라사와)에서 시험 등반을 진행했다. 그는 1929년(쇼와 4년), "주로 타니가와산의 암벽을 조사하러 갔다. 모든 것은 아직 연구가 필요하며, 가까운 곳에 있는 좋은 산이다"라고 말했다. 오시마의 조난 사고와 그가 남긴 유고집이 널리 칭송받으면서 타니가와산은 산악계에 이름을 알리게 되었다.

1931년(쇼와 6년) 9월 1일, 시미즈 터널을 포함한 조에쓰선의 조에쓰 국경 구간 전 구간이 개통되면서 도아이역과 쓰치타루역(土樽駅, 개업 당시에는 신호소)이 개설되었고, 접근성이 크게 개선되었다. 이로 인해 수도권에서 야간 열차를 이용한 당일치기가 가능해졌고, 타니가와산은 쓰루기다케산과 호타카다케산에 필적할 만한 급경사의 암벽으로 인해 많은 대학 산악부와 사회인 등산가들에게 인기를 끌게 되었다. 제2차 세계 대전으로 잠시 중단되었지만, 1960년대까지 클라이머를 중심으로 한 "쇼와 시대 등산 붐"이 이어졌다. 이후, 1990년대부터 일본 백명산을 중심으로 한 중장년층의 "헤이세이 시대 등산 붐"이 일어났으며, 이는 현재까지 이어지고 있다.

## 갤러리

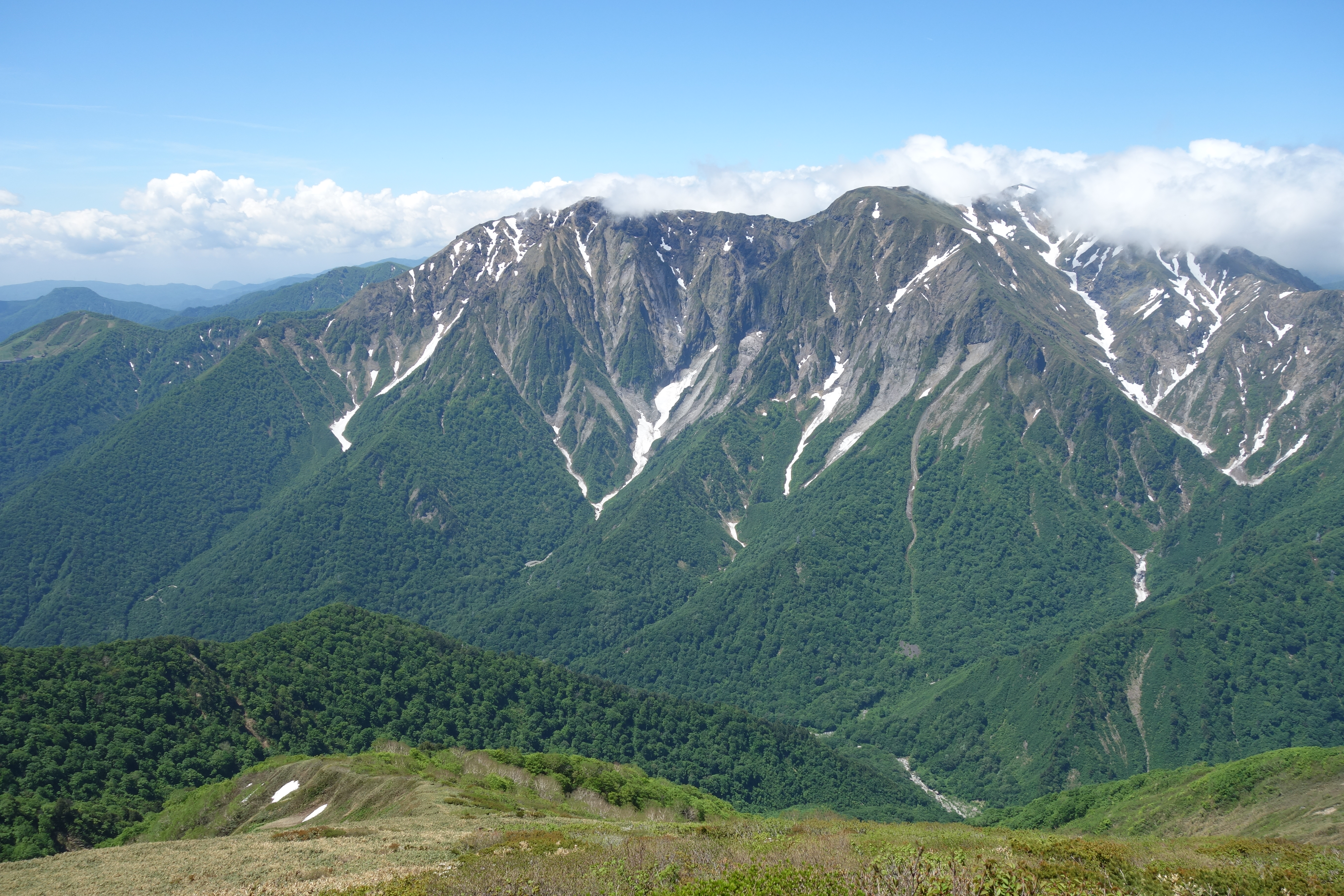
타니가와산-이치노쿠라다케-모쿠라다케를 북동쪽에서 바라본 사진. 사진은 카사가다케산(笠ヶ岳)에서 촬영되었다.
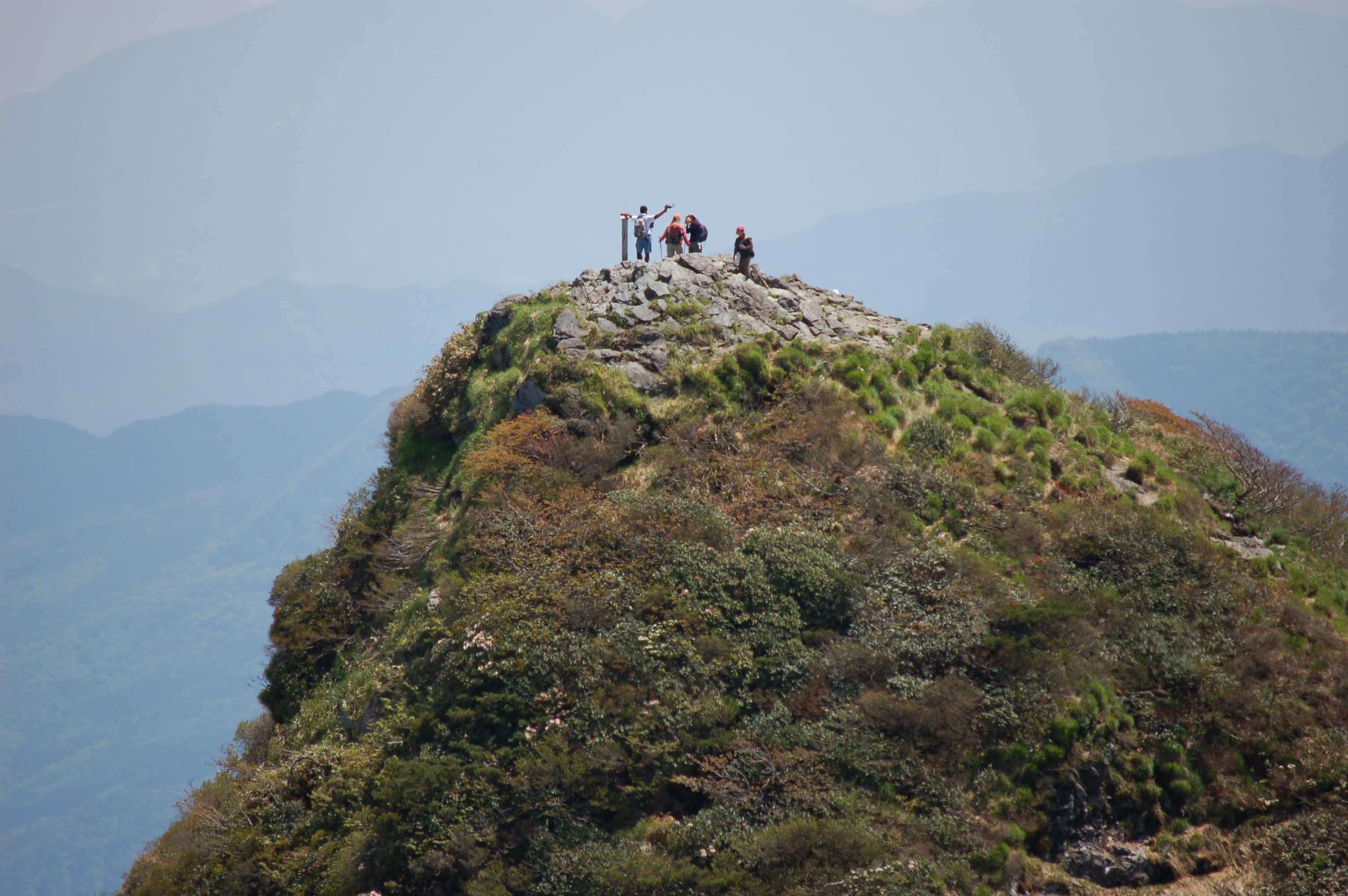
토마노미미 봉우리
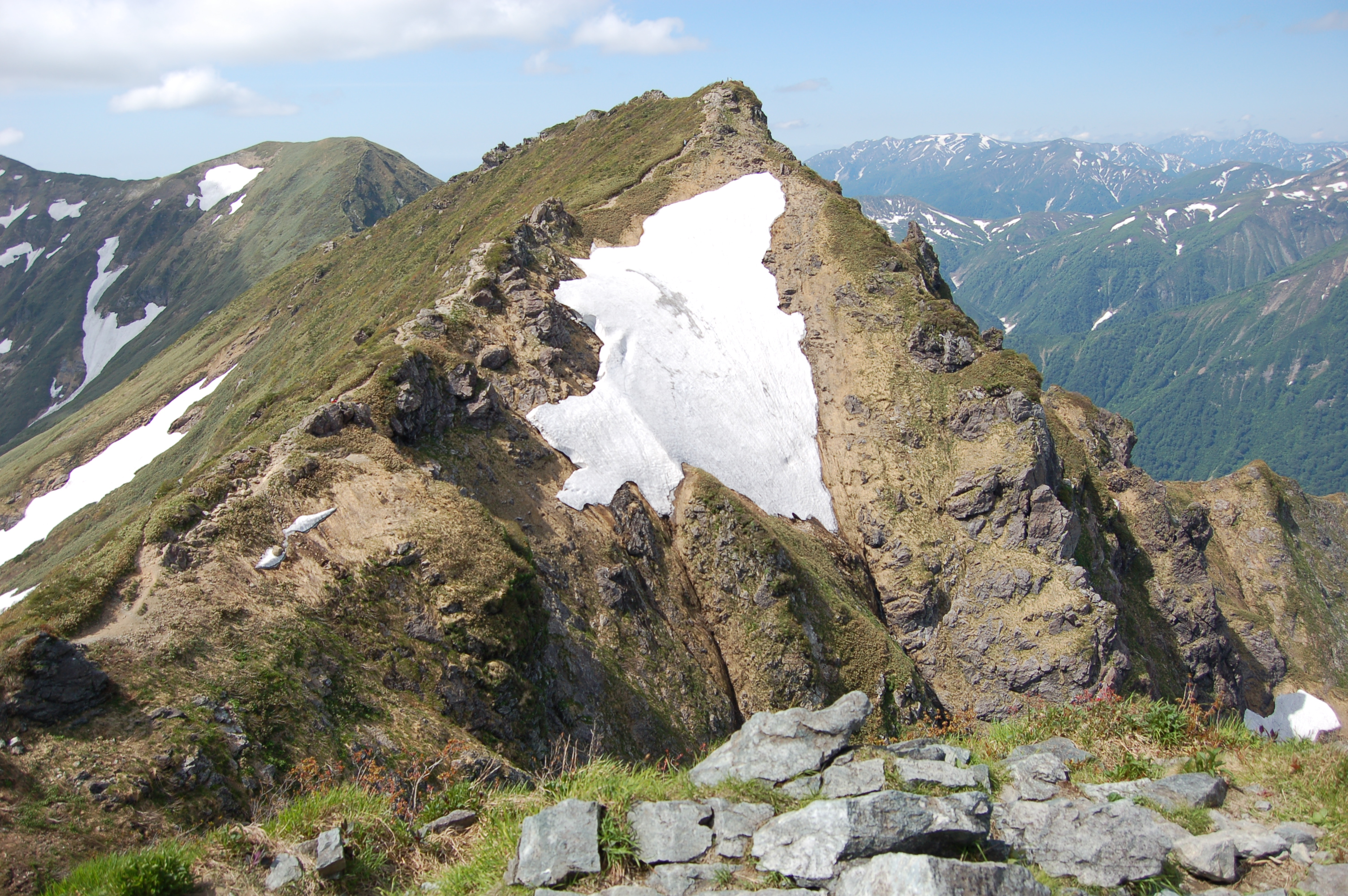
토마노미미 봉우리에서 바라본 오키노미미. 그 왼쪽 뒤편은 이치노쿠라다케이다.
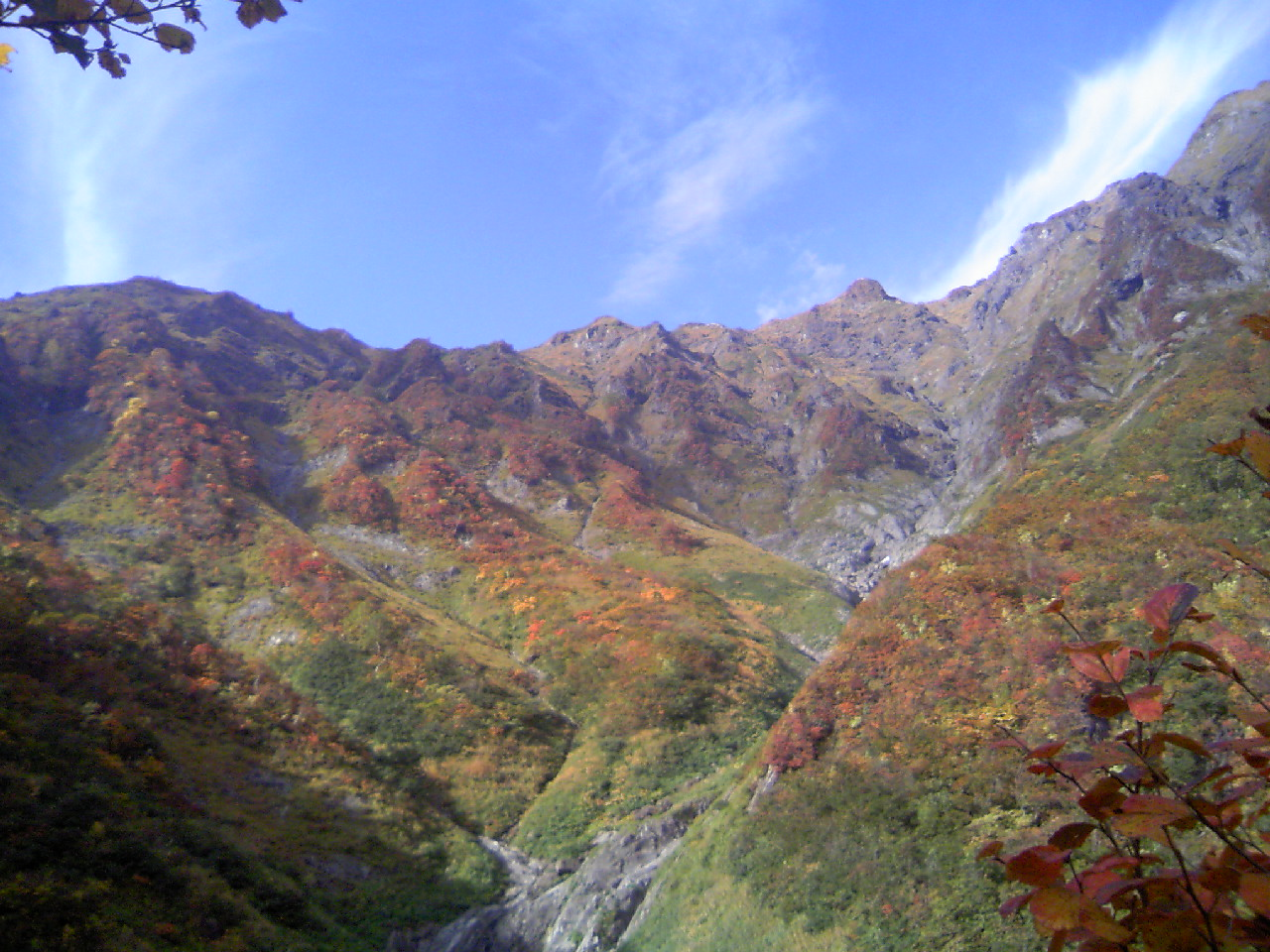
마치가사와(マチガ沢) 제1전망대에서 촬영된 풍경.
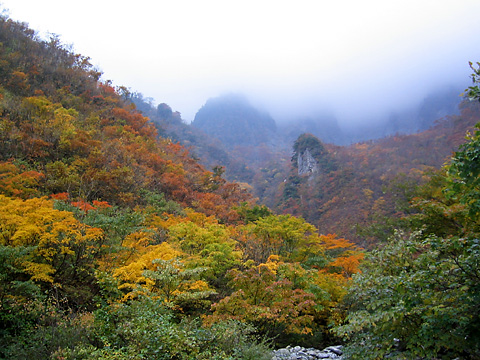
유노사와